# Entrichella leiaeformis
Entrichella leiaeformis is een vlinder uit de familie wespvlinders (Sesiidae), onderfamilie Tinthiinae.
Entrichella leiaeformis is voor het eerst wetenschappelijk beschreven door Walker in 1856. De soort komt voor in het Oriëntaals gebied.